# Lista de prefeitos de Arujá
Esta é a lista de prefeitos e vice-prefeitos do município de Arujá, estado brasileiro de São Paulo.
| Nº | Nome                                      | Partido                                          | Vice-prefeito                                          | Início do mandato       | Fim do mandato         | Observações                                                                          |
| 1  | Júlio Barbosa de Souza                    | Aliança Renovadora Nacional ARENA                | Benedito Ferreira Franco                               | 1º de janeiro de 1960   | 31 de dezembro de 1963 | Prefeito e vice eleitos em sufrágio universal                                        |
| 2  | Benedito Manoel dos Santos                | Aliança Renovadora Nacional ARENA                | Rolando Tinucci                                        | 1º de janeiro de 1964   | 31 de janeiro de 1969  | Prefeito e vice eleitos em sufrágio universal                                        |
| 3  | Benjamim Manoel                           | Aliança Renovadora Nacional ARENA                | Edmundo Ramos Barbosa                                  | 1º de fevereiro de 1969 | 31 de janeiro de 1973  | Prefeito e vice eleitos em sufrágio universal                                        |
| 4  | François Marie Reddet                     | Aliança Renovadora Nacional ARENA                | Alda Martins Soncini                                   | 1º de fevereiro de 1973 | 31 de janeiro de 1977  | Prefeito e vice eleitos em sufrágio universal                                        |
| 5  | Benjamim Manoel                           | Aliança Renovadora Nacional ARENA                | Eli Diniz                                              | 1º de fevereiro de 1977 | 31 de janeiro de 1983  | Prefeito e vice eleitos em sufrágio universal                                        |
| 6  | Antônio Carlos Mendonça                   | Partido Democrático Social PDS                   | Abel José Larini                                       | 1º de fevereiro de 1983 | 11 de maio de 1988     | Prefeito e vice eleitos em sufrágio universal                                        |
| 7  | Reynaldo Gregório                         | Partido Democrático Social PDS                   | —                                                      | 12 de maio de 1988      | 31 de dezembro de 1988 | Presidente da Câmara, assumiu como prefeito após as renúncias do titular e do vice   |
| 8  | Geraldo Barbosa de Almeida                | Partido do Movimento Democrático Brasileiro PMDB | João Pedro dos Santos                                  | 1º de janeiro de 1989   | 6 de fevereiro de 1990 | Prefeito e vice eleitos em sufrágio universal cujo titular faleceu durante o mandato |
| 9  | João Pedro dos Santos                     | Partido Trabalhista Brasileiro PTB               | —                                                      | 7 de fevereiro de 1990  | 31 de dezembro de 1992 | Vice-prefeito eleito no cargo de prefeito                                            |
| 10 | José Cláudio Mendonça                     | Partido Social Democrático PSD                   | Márcia Tânia Temperani Mendonça (PSD)                  | 1º de janeiro de 1993   | 31 de dezembro de 1996 | Prefeito e vice eleitos em sufrágio universal                                        |
| 11 | Abel José Larini                          | Partido Liberal PL                               | Luiz Alves, Luiz Bananeiro (PSDB)                      | 1º de janeiro de 1997   | 31 de dezembro de 2000 | Prefeito e vice eleitos em sufrágio universal                                        |
| 11 | Abel José Larini                          | Partido Liberal PL                               | Luiz Alves, Luiz Bananeiro (PSDB)                      | 1º de janeiro de 2001   | 31 de dezembro de 2004 | Prefeito e vice reeleitos em sufrágio universal                                      |
| 12 | Genésio Severino da Silva                 | Partido do Movimento Democrático Brasileiro PMDB | Virgínia Alegrí (PP)                                   | 1º de janeiro de 2005   | 31 de dezembro de 2008 | Prefeito e vice eleitos em sufrágio universal                                        |
| 13 | Abel José Larini                          | Partido da República PR                          | Luiz Alves, Luiz Bananeiro (PSDB)                      | 1º de janeiro de 2009   | 31 de dezembro de 2012 | Prefeito e vice eleitos em sufrágio universal                                        |
| 13 | Abel José Larini                          | Partido da República PR                          | Luiz Alves, Luiz Bananeiro (PSDB)                      | 1º de janeiro de 2013   | 31 de dezembro de 2016 | Prefeito e vice reeleitos em sufrágio universal                                      |
| 14 | José Luiz Monteiro, Dr. Zé Luiz           | Movimento Democrático Brasileiro MDB             | Márcio José de Oliveira, Dr. Márcio (PRB/Republicanos) | 1º de janeiro de 2017   | 31 de dezembro de 2020 | Prefeito e vice eleitos em sufrágio universal                                        |
| 15 | Luis Antonio de Camargo, Dr. Luis Camargo | Partido Social Democrático PSD                   | Gilberto Daniel Junior, Betinho (PODE/UNIÃO)           | 1º de janeiro de 2021   | 31 de dezembro de 2024 | Prefeito e vice eleitos em sufrágio universal                                        |
| 15 | Luis Antonio de Camargo, Dr. Luis Camargo | Partido Social Democrático PSD                   | Rodolfo Ribeiro Machado (PL)                           | 1º de janeiro de 2025   | Atual                  | Prefeito reeleito e vice eleito em sufrágio universal                                |

## Ver Também
- Arujá
- Lista de Prefeitos de Mogi das Cruzes
- Lista de Prefeitos de Santa Isabel
- Lista de Prefeitos de Itaquaquecetuba